# Wendell Johnson
Wendell Johnson (16 de abril de 1906-29 de agosto de 1965) fue un psicólogo, actor y autor estadounidense, también fue un defensor de la semántica general. Nació en Roxbury, Kansas y murió en Iowa City, Iowa. El Centro del Habla y la Audición Wendell Johnson, que alberga los programas de patología del habla y audiología de la Universidad de Iowa, lleva su nombre. Es conocido por el experimento llamado «Monster Study» que causó daños a los sujetos participantes, aunque este estudio tiene defensores.
Su hijo es el excomisionado de la Comisión Federal de Comunicaciones (por sus siglas en inglés: FCC) de los Estados Unidos Nicholas Johnson.

## Carrera
Wendell es considerado como uno de los primeros y más influyentes logopedas, pasó la mayor parte de su vida tratando de encontrar la causa y la cura de la tartamudez – a través de la enseñanza y la investigación académica; persuadiendo además sobre la necesidad de los logopedas a diversas instituciones educativas y a la Administración de Veteranos (hoy llamada Departamento de Asuntos de los Veteranos). Jugó un papel importante en la creación de la «Asociación Americana para el Habla y la Audición». En 1930, Johnson publicó el libro «Because I Stutter» («Porque yo tartamudeo»), basado en su tesis de maestría, que describe sus luchas con la tartamudez desde una perspectiva autobiográfica.
"El tartamudo, si se me permite hablar de él como un tipo, no quiere compasión así como no quiere desprecio, pero sí quiere la comprensión, la cual es posible a través del respeto normal de un ser humano por otro. Él es un ser humano que intenta adaptar al tartamudo a un mundo de hablantes superficiales."
El libro "People in Quandaries: The Semantics of Personal Adjustment" (1946) de Wendell Johnson es una introducción a la semántica general aplicada a la psicoterapia. En 1956 publicó "Your Most Enchanted Listener"; en 1972, "Living With Change: The Semantics of Coping", una colección de fragmentos seleccionados, organizados por Dorothy Moeller, de transcripciones de varias de sus conferencias, en estas explicaba con más detalle la semántica general. Además publicó muchos artículos en varias revistas, incluyendo ETC: A Review of General Semantics. Neil Postman reconoce la influencia de "People in Quandaries" en su propio libro de semántica general "Crazy Talk, Stupid Talk" (1976):
"Estoy tentado de decir que hay dos tipos de personas en el mundo: los que aprenderán algo de este libro ("People in Quandaries") y los que no. La mejor bendición que puedo darte es desear que a lo largo de tu vida estés rodeado de los primeros y abandonado por los segundos."
Patricia Zebrowski, profesora adjunta de patología del habla y audiología de la Universidad de Iowa, señala: "El conjunto de datos resultantes del trabajo de Johnson sobre los niños que tartamudean y sus padres sigue siendo la mayor colección de información científica sobre el tema de la aparición del tartamudeo. Aunque nuevos trabajos han determinado que los niños que tartamudean están haciendo algo diferente en su producción del habla que los que no tartamudean, Johnson fue el primero en hablar sobre la importancia de los pensamientos, actitudes, creencias y sentimientos de un tartamudo. Todavía no sabemos qué causa la tartamudez, pero la forma de abordar el estudio y el tratamiento en Iowa sigue estando muy influenciada por Johnson, pero con un énfasis especial en la producción del habla".

### Monster Study
La tesis de maestría de Mary Tudor propuesta y supervisada por Wendell, conocida como "Monster Study", fue objeto de controversia ética por la experimentación con niños huérfanos en 2001 luego de un artículo publicado por The San Jose Mercury News. Por un lado, los científicos investigadores del habla Nicoline Grinager Ambrose y Ehud Yairi son críticos del diseño del estudio y de las conclusiones que Mary Tudor obtuvo de sus datos, pero afirman que el daño a los sujetos fue mínimo y que no hubo intención de hacer daño. Otros consideraron que el estudio no era ético según los estándares de hoy en día, pero que estaba dentro de los límites de esos estándares en 1939.
Por otra parte, Richard Schwartz concluye que el estudio "fue desafortunado por la falta de consideración de Tudor y Johnson por el posible daño a los niños que participaron y en su selección de niños huérfanos simplemente porque estaban fácilmente accesibles. El engaño y la aparente falta de información tampoco eran justificables". Otros autores coinciden en afirmar que el experimento no estaba dentro de los límites éticos de una investigación aceptable. La Universidad de Iowa acordó pagar a algunos de los sujetos supervivientes más de 900.000 dólares en 2007.